# Зутермайстер, Пауль
Пауль Зутермайстер (нем. Paul Sutermeister; 6 июня 1864, Кюснахт — 2 февраля 1905, Берн) — швейцарский кальвинистский теолог и публицист.

## Биография
Родился в семье фольклориста и профессора Бернского университета Отто Зутермайстера. Учился в средней школе в Берне и изучал теологию в Базельском университете и Гёттингенском университете имени Георга-Августа.

## Основные произведения
- Der Dorfkaiser. 1898. ISBN 978-3-226-00188-4
- Ein Vierteljahrhundert Missionsarbeit im südlichen Afrika: Züge aus der Mission romande. 1898.
- Meta Heusser-Schweizer: Lebensbild einer christlichen Dichterin. 1898. ISBN 978-3-226-00872-2
- Burenfrauen: Episode aus dem Burenkriege. 1901. ISBN 978-3-226-00938-5